# Midori (liquore)
Midori è un liquore prodotto col melone, prodotto dall'azienda giapponese Suntory.

## Prodotto
Il Midori è un liquore verde limpido, con un grado alcolico pari al 20-21%. 
L'ingrediente di base è il melone Yūbari, località nota per la produzione di meloni di ottima qualità. I siti di produzione sono in Giappone, Messico e Francia, nonostante fino al 1987 venisse prodotto solo in Giappone. 
Ha un sapore decisamente dolce, raramente consumato da solo, ma viene piuttosto usato per produrre cocktail o long drink a base di limonata, succo di limone, lime, ananas o arancia e altre bevande acide utilizzate per bilanciare la sua dolcezza.

### Nome
Il nome deriva dal termine 緑色?, midoriiro, che significa ‘verde’, ovvio richiamo al colore della bevanda. Il verde è stato scelto per richiamare il colore della natura giapponese.

## Storia
| Anno | Nazioni                          |
| ---- | -------------------------------- |
| 1978 | Stati Uniti, Australia           |
| 1980 | Regno Unito                      |
| 1981 | Canada, Svezia                   |
| 1984 | Giappone                         |
| 1985 | Paesi Bassi                      |
| 1988 | Finlandia                        |
| 1990 | Messico                          |
| 1991 | Italia, Francia, Malta, Norvegia |
| 1992 | Spagna, Nuova Zelanda, Cipro     |
| 1994 | Germania, Grecia, Russia         |
| 1995 | Corea del Sud                    |
| 1997 | Vietnam                          |

Nel 1971 la Suntory presentò al campionato Internazionale di Bartending di Tokyo un liquore al melone, che ebbe immediato successo fra i giudici. Sulla spinta dell'entusiasmo, l'azienda giapponese dedicò sette anni allo sviluppo del prodotto e del marketing per il mercato internazionale. 
Per la presentazione venne scelto lo Studio 54, noto locale di New York, ad una festa con il cast del film La febbre del sabato sera. Il liquore venne presentato sotto forma di cocktail, sotto il nome di "Japanese Gin Tonic".
Il prodotto venne immesso sul mercato statunitense a partire dal maggio del 1978. Nel 1981 le vendite raggiunsero le 100 000 casse, per poi essere triplicate nel 2007. Nel 1978 fu aperta la prima sede di produzione estera, in Messico. La seconda venne aperta in Francia nel 2003. Il primo cocktail premiscelato, il Midori lemon, venne commercializzato in Australia nel 1993.

## Cocktail
il Midori è presente nelle ricette di vari cocktail, spesso utilizzato per il colore caratterizzante. I principali cocktail sono:
- Japanese Iced Tea
- Melon Lemonade
- Japanese slipper
- The Universe